# Gelves (kommunhuvudort)
Gelves är en kommunhuvudort i Spanien.   Den ligger i provinsen Provincia de Sevilla och regionen Andalusien, i den sydvästra delen av landet, 400 km sydväst om huvudstaden Madrid. Gelves ligger 8 meter över havet och antalet invånare är 7 897.
Terrängen runt Gelves är platt. Runt Gelves är det tätbefolkat, med 613 invånare per kvadratkilometer. Närmaste större samhälle är Sevilla, 7,1 km nordost om Gelves. Trakten runt Gelves består till största delen av jordbruksmark.